# Wuling Zhengtu
Wuling Zhengtu (он же Wuling Fighting) — среднеразмерный пикап, выпускаемый с 2021 года китайским брендом Wuling.

## История и описание модели
Первая информация о крупном пикапе Wuling появилась в сентябре 2020 года, когда в Интернете были опубликованы фотографии из китайского патентного ведомства, показывающие полный экстерьер автомобиля. Предварительные снимки и информация о транспортном средстве были опубликованы в январе 2021 года.
Wuling Zhengtu имеет «угловатую» форму пикапа с колёсной базой свыше 3 метров, что объясняется сочетанием пассажирских характеристик четырёхдверного, четырёхместного пассажирского салона в сочетании с транспортным отсеком длиной 2 метра. Боковые крышки транспортного отсека сделаны из лёгкого металла.
Официальная презентация Zhengtu состоялась в марте 2021 года. Подчёркивая транспортную функциональность модели, компания Wuling сделала салон похожим на пассажирские модели производителя. На приборной панели доминирует 8-дюймовый сенсорный экран мультимедийной системы.
Wuling Zhengtu оснащён 1,5-литровым четырёхцилиндровым бензиновым двигателем мощностью 99 л. с. в паре с пятиступенчатой механической трансмиссией.

## Продажи
Продажи Wuling Zhengtu начались в марте 2021 года на внутреннем китайском рынке. Экспорт на внешние рынки не планируется. Цена базовой модели в Китае эквивалентна 9000 долларам США (884520 рублей).

## Двигатели
- L4, 1,5 л, 99 л. с.[4]

## Галерея

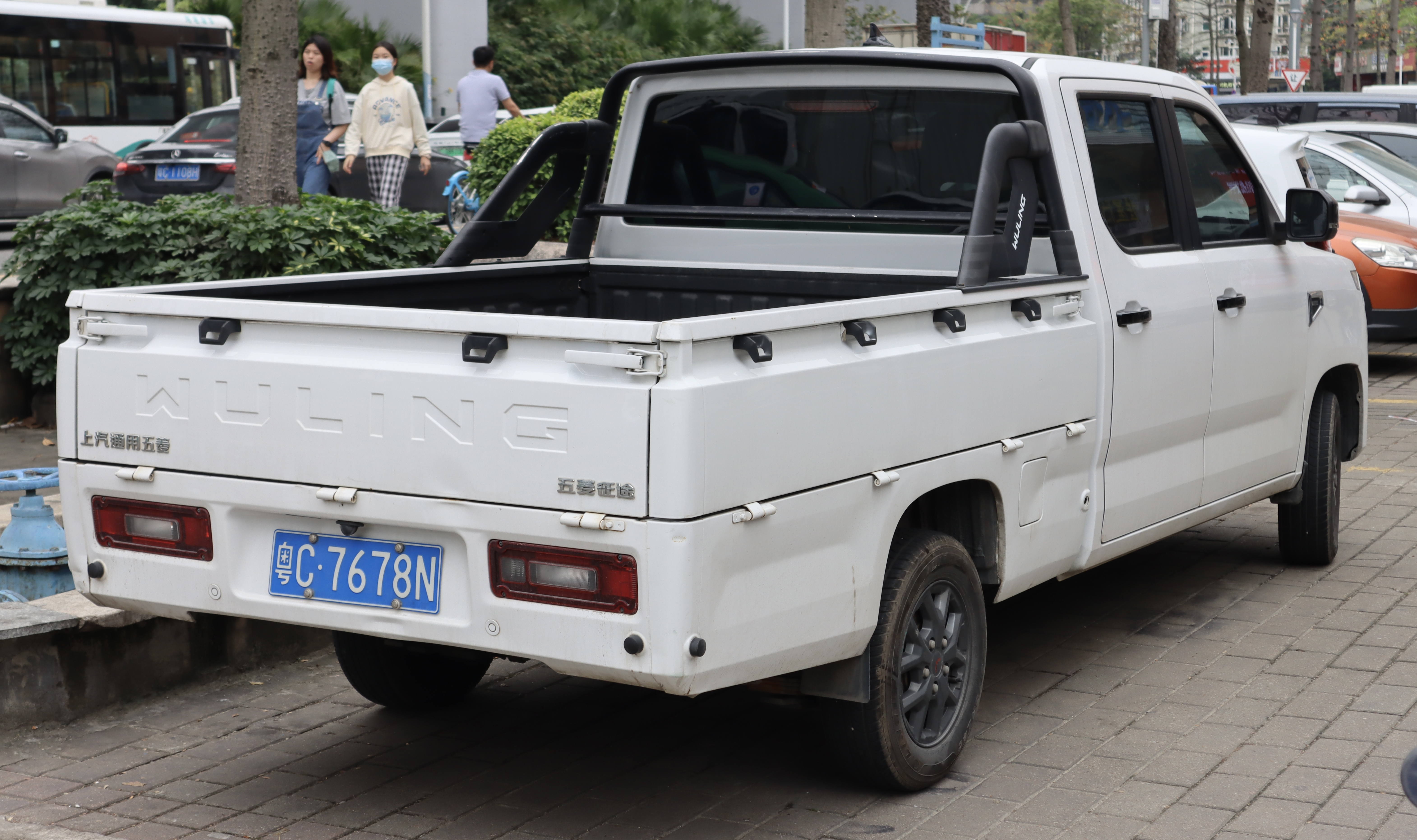
Вид сзади
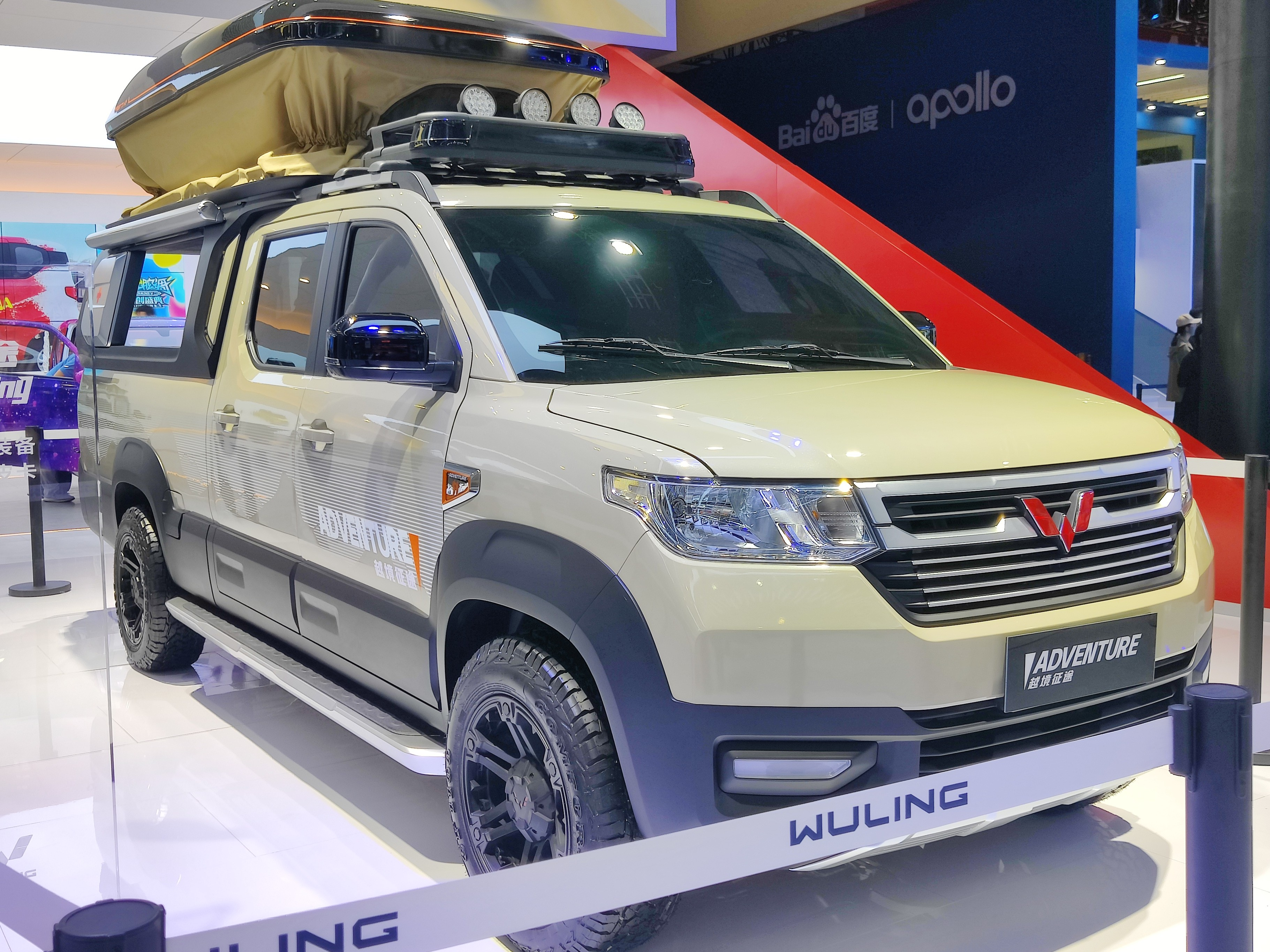
Вид спереди